# Szmida Viktor
Szmida Viktor (Győző; Nyitra, 1851. szeptember 26. – Mezőkövesd, 1938. szeptember 4.) katolikus lelkész.

## Életpályája
Atyja Mátyás klasszikai képzettségű férfiú volt, nagy latinista és verselő, fia tőle örökölte tudományszeretetét. Miután elvégezte a nyitrai gimnázium VI. osztályát, az egri papnevelő-intézetbe lépett és a líceumban tanulta a filozófiát. 1868-ban a pesti központi papnevelőbe küldte főpásztora a teológiai tudományok hallgatására. Az egyházirodalmi iskolának elnöke, később jegyzője lett; ő kezdeményezte az iskola történetének megírását. Miután Budapestről hazatért, az egyházmegyei hivatalban nyert alkalmazást. Ez idő alatt mint actuárius hallgatta a jogot és letette az összes e szakba vágó vizsgát. 1874-ben lett miséspap és Mezőtárkányba ment káplánnak. Azonban fél év múlva főpásztora az egri líceumba jogtanárnak nevezte ki, ahol tíz évig tanította a nemzetgazdaság és pénzügytant. Ez idő alatt különösen 1873–1876 között főmunkatársa volt az Egri Egyházmegyei Közlönynek, 1875-ben pedig Luga László és Párvy Sándor társaságában megalapította az Irodalmi Szemlét, amelynek állandó munkatársa maradt. Mint az egri egyházmegyei irodalmi egylet titkára kilenc évig működött a társulat anyagi és szellemi előnyére. 1885-ben lemondott jogtanári állásáról és nevelőnek ment gróf Károlyi Alajos londoni nagykövet fiához. Három évet töltött e hivatalában Londonban, tanulmányozva az angol irodalmat és különösen a katolikus egyház angol jeleseit. 1888-ban tért vissza, amikor is horti lelkésszé nevezték ki, 1889-ben pedig innét a kömlői javadalomra költözött át. 1894-től a Kömlői Hitelszövetkezet elnöke volt. Ezt követően Bogácson (Borsod vármegye) volt lelkész.
Személyes (és családi) hagyatéka a Magyar Nemzeti Levéltárban található. Foglalkozott többek között Árva vármegye nemesi családaival, illetve a Thurzó családdal.
A Szent István Társulat Tudományos és Irodalmi Osztályának, majd a belőle szervezett Szent István Akadémiának tagja.

## Művei
- Weninger, Eredeti, rövid s gyakorlati szent beszédek az év minden vasárnapjára, ford. egy egri pap. Eger, 1881
- Weninger, Eredeti, rövid s gyakorlati sz. beszédek az év minden ünnepére, ford. egy egri pap. Uo. 1882
- Secchi Angelo, A teremtés nagysága. A római akadémián tartott két felolvasás. Ford. és előszóval ellátta. Uo. 1884

## Jegyei
D. V., a-r.